# Phaea saperda
Phaea saperda es una especie de escarabajo longicornio del género Phaea, tribu Tetraopini, subfamilia Lamiinae. Fue descrita científicamente por Newman en 1840.

## Descripción
Mide 8-15 milímetros de longitud.

## Distribución
Se distribuye por Belice, Guatemala, Honduras y México.